# Csillagainkban a hiba (film)
A Csillagainkban a hiba (eredeti cím: The Fault in Our Stars) 2014-ben bemutatott amerikai romantikus filmdráma, amelyet Josh Boone rendezett.
A forgatókönyvet John Green amerikai író azonos című regénye alapján Scott Neustadter és Michael H. Weber írta, zenéjét Mike Mogis és Nate Walcott szerezte. A főbb szerepekben Shailene Woodley, Ansel Elgort, Nat Wolff, Willem Dafoe és Laura Dern látható.
A Fox 2000 Pictures, a Temple Hill Entertainment és a TSG Entertainment készítette, a 20th Century Fox forgalmazásában jelent meg. Az Amerikai Egyesült Államokban 2014. május 26-án, az Egyesült Királyságban 2014. június 6-án, Magyarországon 2014. június 5-én mutatták be a mozikban.

## Cselekmény
A történet elején megismerjük Hazel Grace Lancastert, egy végstádiumú pajzsmirigyrákkal küzdő amerikai tinédzsert. Orvosa, lelki állapota miatt, önsegítő csoportba járásra buzdítja, ahová rendszeresen el is megy, bár nem nagy örömmel teszi. Ott ismeri meg Augustus Waterst, aki, bár már kigyógyult oszteoszarkómájából, fél lábát elveszítette. A fiú rögtön el is hívja filmet nézni Hazelt, aki megfogadja anyja tanácsát, miszerint barátkoznia kell a korabeliekkel, és igent mond a programra. Innentől kezdődik kettőjük kapcsolata, amit mondhatni Hazel (majd később Augustus) kedvenc regénye alapoz meg. Ennek kapcsán utaznak ugyanis – nagy nehezen – Amszterdamba, hogy találkozzanak Peter Van Houtennel, a könyv szerzőjével, és Hazel megtudja a regény esetleges folytatását, de az íróval való találkozásuk voltaképpen egy katasztrófává vált. Gus ekkor megígérte Hazelnek, hogy ő ír majd neki egy befejezést a könyvhöz. Hollandiában tett látogatásuk során tudatja azt is Hazellel, hogy hiába volt annyi időn át újra tünetmentes és ,,egészséges", most visszaesett, újból rákos lett. Gus állapota egyre csak romlik hazautazásukat követően, hiába is próbál optimista maradni. Amikor már tudja, hogy nem sok ideje van hátra, megkéri Hazelt, és közös barátjukat, a vak Isaacet, hogy tartsanak neki egy elő-temetést, hogy hallja, milyen gyászbeszéddel készülnek valódi temetésére. Gus nyolc nappal később az intenzív osztályon valóban meghal, temetésén megjelenik Van Houten is. Hazel kiakad rá, nem hajlandó elolvasni a levelet, amit adott neki. Csak később keríti újra elő, amikor Isaac közli vele, hogy amit korábban átadtak neki, az nem Van Houten, hanem Gus írása, aki levélben segítséget kér Van Houtentől, Hazel gyászbeszédének megírásához.
A film ennek a levélnek a felolvasásával ér véget, kettőjük ,,örökké"-jével lezárva: "-Hát, jó, Hazel Grace? -Hát, jó."

## Szereplők
| Szereplő              | Színész          | Magyar hang    |
| --------------------- | ---------------- | -------------- |
| Hazel Grace Lancaster | Shailene Woodley | Pekár Adrienn  |
| Augustus Waters       | Ansel Elgort     | Czető Roland   |
| Isaac                 | Nat Wolff        | Hamvas Dániel  |
| Peter Van Houten      | Willem Dafoe     | Sörös Sándor   |
| Mrs. Lancaster        | Laura Dern       | Fehér Anna     |
| Patrick               | Mike Birbiglia   | Moser Károly   |
| Lidewij Vliegenthart  | Lotte Verbeek    | Major Melinda  |
| Pincér                | Jean Brassard    | Szabó Endre    |
| Mr. Lancaster         | Sam Trammell     | Fazekas István |

## Filmzenei lista
1. Ed Sheeran – All of the Stars
2. Jake Bugg – SImple as This
3. Grouplove – Let Me In
4. Birdy – Tee Shirt
5. Kodaline – All I Want
6. Tom Odell – Long Way Down
7. Charli XCX – Boom Clap
8. STRFKR – While I'm Alive
9. Indians – Oblivion
10. The Radio Dept. – Strange Things Will Happen
11. Afasi & Filthy – Bomfalleralla
12. Ray LaMontagne – Without words
13. Birdy – Not About Angels
14. Lykke Li – No One Ever Loved
15. M83 – Wait
16. Birdy ft. Jaymes Young – Best Shot (Bonus Track)